# McMillan (Familienname)
McMillan, MacMillan oder Macmillan ist ein englischer Personenname.

## McMillan
- Alex McMillan (1932–2024), US-amerikanischer Politiker
- Angus McMillan (1810–1865), schottischer Entdecker
- Archie McMillan (1894–1917), schottischer Fußballspieler
- Brandon McMillan (* 1990), kanadischer Eishockeyspieler
- Brian McMillan (1912–1948), neuseeländischer Pilot, Skirennläufer und Skispringer
- C. Steven McMillan, amerikanischer Geschäftsmann
- Carson McMillan (* 1988), kanadischer Eishockeyspieler
- Clara G. McMillan (1894–1976), US-amerikanische Politikerin
- Colin McMillan (* 1966), britischer Boxer
- Daniel McMillan (* 1982), britischer Handballspieler und American-Football-Spieler
- Daniel Hunter McMillan (1846–1933), kanadischer Politiker und Unternehmer
- David McMillan (* 1988), irischer Fußballspieler
- Edward McMillan-Scott (* 1949), britischer Politiker (LibDems)
- Edwin Mattison McMillan (1907–1991), US-amerikanischer Physiker
- Enolia McMillan (1904–2006), US-amerikanische Bürgerrechtsaktivistin
- Frew McMillan (* 1942), südafrikanischer Tennisspieler
- George McMillan junior (1943–2025), US-amerikanischer Politiker
- Hammy McMillan (Curler, 1963) (Hamilton McMillan; * 1963), schottischer Curler
- Hammy McMillan (Curler, 1992) (Hamilton McMillan junior; * 1992), schottischer Curler
- Ian McMillan (1931–2024), schottischer Fußballspieler
- Ian Thomas McMillan (* 1988), deutsch-britischer Schauspieler
- Jack McMillan (Fußballspieler) (* 1997), schottischer Fuß0ballspieler
- Jack McMillan (Schwimmer) (* 2000), nordirischer Schwimmer
- James McMillan (1838–1902), US-amerikanischer Politiker
- John McMillan (Fußballspieler, 1937) (* 1937), schottischer Fußballspieler
- John McMillan (Fußballspieler, 1976) (* 1976), schottischer Fußballspieler
- John Murphy McMillan (* 1941), US-amerikanischer Politiker
- John Lanneau McMillan (1898–1979), US-amerikanischer Politiker
- John Mark McMillan (* 1979), US-amerikanischer Musiker
- Jordan McMillan (* 1988), schottischer Fußballspieler
- Kathy McMillan (* 1957), US-amerikanische Weitspringerin
- Kenneth McMillan (Schauspieler) (1932–1989), US-amerikanischer Schauspieler
- Kenneth McMillan (Tennisspieler) (* 1948), US-amerikanischer Tennisspieler
- Kenneth G. McMillan (Priester) (1916–2013), kanadischer Priester
- Kenneth G. McMillan (Politiker) (* 1942), amerikanischer Politiker
- Kenneth L. McMillan, US-amerikanischer Informatiker
- Louis McMillan (1929–2012), US-amerikanische Ruderin
- Margaret McMillan (1860–1931), schottisch-britische Sozialreformerin und Pionierin der Vorschulerziehung
- Nate McMillan (* 1964), US-amerikanischer Basketballspieler und -trainer
- Patrick McMillan (* 1991), irischer Skirennläufer
- Rachel McMillan (1859–1917), schottisch-britische Sozialreformerin und Pionierin der Vorschulerziehung
- Richard McMillan (1951–2017), kanadischer Schauspieler
- Robert S. McMillan (* 1950), US-amerikanischer Astronom
- Samuel McMillan (1850–1924), US-amerikanischer Politiker
- Samuel James Renwick McMillan (1826–1897), US-amerikanischer Politiker
- Stephenie McMillan (1942–2013), britische Szenenbildnerin
- Steve McMillan, Pseudonym von Manfred Schneider (Komponist) (1953–2008), deutscher Komponist, Arrangeur und Dirigent
- Stuart McMillan (Fußballspieler) (1896–1963), englischer Fußball- und Cricketspieler
- Stuart McMillan (Politiker) (* 1972), schottischer Politiker
- Stuart McMillan (Trainer), kanadischer Leichtathletik- und Wintersporttrainer
- Terry McMillan (* 1951), US-amerikanische Schriftstellerin
- Tetairoa McMillan (* 2003), US-amerikanischer American-Football-Spieler
- Thomas McMillan (Politiker, 1864) (1864–1932), kanadischer Politiker
- Thomas McMillan (Politiker, 1919) (1919–1980), britischer Politiker
- Thomas Michael McMillan (* 1945), kanadischer Politiker
- Thomas S. McMillan (1888–1939), US-amerikanischer Politiker
- Tom MacMillan (1864–1928), schottischer Fußballspieler
- Tom McMillan (Baseballspieler) (* 1951), US-amerikanischer Baseballspieler
- Tommy McMillan (Baseballspieler) (1888–1966), US-amerikanischer Baseballspieler
- Tommy McMillan (Fußballspieler, 1931) (1931–1999), schottischer Fußballspieler
- Tommy McMillan (Fußballspieler, 1936) (* 1936), schottischer Fußballspieler
- Tommy McMillan (Fußballspieler, 1944) (* 1944), schottischer Fußballspieler
- William McMillan (Politiker) (1764–1804), US-amerikanischer Politiker
- William McMillan (Fußballspieler, 1876) (1876–??), schottischer Fußballspieler
- William McMillan (Fußballspieler, 1878) (1878–1958), schottischer Fußballspieler
- William McMillan (Bildhauer) (1887–1977), britischer Bildhauer
- William McMillan (Fußballspieler, III), schottischer Fußballspieler
- William McMillan (Sportschütze) (1929–2000), US-amerikanischer Sportschütze
- William Duncan MacMillan (1871–1948), US-amerikanischer Astronom
- William L. McMillan (1936–1984), US-amerikanischer Physiker

## MacMillan oder Macmillan
- Alexander MacMillan (Verleger) (1818–1896), englischer Verleger, Mitbegründer von Macmillan Publisher Ltd.
- Alexander MacMillan (Hymnologe) (1864–1961), kanadischer presbyterianischer Pfarrer und Hymnologe
- Alexander Macmillan, 2. Earl of Stockton (* 1943), britischer Politiker
- Andrew MacMillan (1928–2014), britischer Architekt
- Andy MacMillan († 2014), britischer Architekt
- Billy MacMillan (1943–2023), kanadischer Eishockeyspieler und -trainer
- Bob MacMillan (* 1952), kanadischer Eishockeyspieler und -trainer
- Chrystal Macmillan (1872–1937), britische Politikerin, Rechtsanwältin, Feministin und Pazifistin
- Conway MacMillan (1867–1929), US-amerikanischer Botaniker
- Daniel MacMillan (1813–1857), britischer Verleger
- David MacMillan (Tontechniker), britisch-kanadisch-US-amerikanischer Tontechniker
- David Macmillan (* 1935), schottischer Schauspieler
- David MacMillan (Chemiker) (* 1968), britischer Chemiker und Chemie-Nobelpreisträger des Jahres 2021
- Don MacMillan (1930–2004), australischer Mittelstreckenläufer
- Donald MacMillan (1874–1970), US-amerikanischer Polarforscher
- Dorothy Macmillan (1900–1966), englische Gesellschaftsdame, Ehefrau von Harold Macmillan
- Duncan MacMillan (Architekt), schottischer Architekt (1840–1928)
- Duncan Macmillan (Leichtathlet) (Charles Duncan Macmillan; 1890–1963), britischer Leichtathlet
- Duncan Macmillan (Autor) (* 1980), britischer Bühnenautor und Regisseur
- Elsa Baquerizo Macmillan (* 1987), spanische Beachvolleyballspielerin
- Ernest MacMillan (1893–1973), kanadischer Komponist, Dirigent, Organist und Musikpädagoge
- Finlay MacMillan (* 1996), schottischer Schauspieler
- Harold Macmillan (1894–1986), britischer Politiker (Conservative Party)
- Hugh Macmillan, Baron Macmillan (1873–1952), britischer Jurist und Politiker
- Iain MacMillan (1938–2006), britischer Fotograf
- James MacMillan (1959) schottischer Komponist und Dirigent
- John MacMillan (Ruderer, 1928) (1928–2006), britischer Ruderer
- John MacMillan (Ruderer, 1932) (* 1932), britischer Ruderer
- John MacMillan (Sänger), (* 1939), schottischer Sänger in Gaelischer Sprache
- John MacMillan (Eishockeyspieler) (* 1935), kanadischer Eishockeyspieler
- John Macmillan (Schauspieler), britischer Schauspieler
- Keith MacMillan (Musikproduzent) (1920–1991), kanadischer Musikproduzent, -verleger und -manager
- Keith MacMillan (Fotograf) (1934–2012), britischer Fotograf und Tänzer
- Kenneth MacMillan (1929–1992), britischer Tänzer und Choreograf
- Kenneth MacMillan (Kameramann) (* 1939), britischer Kameramann
- Kirkpatrick Macmillan (1812–1878), schottischer Schmied und Erfinder
- Logan MacMillan (* 1989), kanadischer Eishockeyspieler
- Malcolm Macmillan (1913–1978), schottischer Politiker
- Margaret MacMillan (* 1943), kanadische Historikerin
- Maureen Macmillan (* 1943), schottische Politikerin
- Maurice Macmillan (1921–1984), britischer Politiker (Conservative Party)
- Michael MacMillan (* 1957), kanadischer Filmproduzent
- Shannon MacMillan (* 1974), US-amerikanische Fußballspielerin
- Tom MacMillan (Thomas MacMillan; 1864–1928), schottischer Fußballspieler
- Trevor MacMillan (1941–2011), jamaikanischer Offizier und Politiker
- William Duncan MacMillan (1871–1948), US-amerikanischer Mathematiker und Astronom

## Fiktive Figuren
- Ernie Macmillan, fiktive Romanfigur, siehe Figuren der Harry-Potter-Romane #Ernie Macmillan